# Anna Grissová
Anna Grissová nebo Hana Grissová (18. listopadu 1921, Nitra – 20. června 2001, Košice) byla slovenská herečka.

## Život
Uměleckou kariéru začala v baletu Slovenského lidového divadla v Nitře, kde první roli získala v operetě Stříbrná křídla v roce 1941. V Nitře hrála do roku 1945. Potom působila rok v činohře Slovenského divadla v Prešově, odkud přešla do košického divadla, kde účinkovala do odchodu do penze v roce 1981. Postupně inklinovala ke komickým a tragikomickým postavám. Navzdory účinkování v regionálních divadlech ztvárnila řadu menších rolí ve filmech, ale také v dabingu i rozhlase. Na kontě má přes dvě desítky rolí. Poslední desetiletí žila v ústraní.

## Ocenění
V roce 1980 získala čestný titul zasloužilé umělkyně.

## Filmografie (výběr)
- 1955: Štvorylka
- 1960: Skalní v ofsajde (babička)
- 1962: Havrania cesta (Amálka)
- 1962: Výlet po Dunaji (Babušáková)
- 1965: Smrť prichádza v daždi
- 1966: Cestujúci
- 1967: Bezvýznamná žena
- 1967: Hrdina
- 1967: Zem
- 1967: Zmluva s diablom (Trnková)
- 1969: Smutný Lord (babička)
- 1970: Naši pred bránami (Katka)
- 1972: Inšpekcia
- 1972: Kamenný vladár
- 1973: Husiarka Zuzka
- 1973: Hriech Kataríny Padychovej
- 1974: Do zbrane, kuruci!
- 1975: Tetované časom
- 1975: Nepokojná láska
- 1977: Železný zákon
- 1977: V metelici času
- 1978: Horúci dych
- 1978: Nech žije deduško
- 1978: Poštársky príbeh
- 1979: Múdra Jana
- 1980: Hodiny
- 1980: Živá voda
- 1981: Dozrievanie
- 1982: Keď radí strach
- 1982: Barbora
- 1982: Johanka
- 1983: Retro
- 1984: O sláve a tráve
- 1984: Komisár Erno
- 1985: Skleníková Venuša (Majda Pálačová)
- 1987: Dom žien
- 1990: Vtáčia princezná
- 1991: Otecko sa mi nepáči
- 2000: Fragmenty z malomesta